# Franz Mayer (Rechtswissenschaftler, 1920)
Franz Anton Mayer (* 29. Mai 1920 in Mitterfels; † 14. Dezember 1977) war ein deutscher Rechtswissenschaftler. Er war Professor in Speyer und Regensburg sowie Rektor der Universität Regensburg und Gründungspräsident des Osteuropa-Instituts Regensburg.

## Leben
Mayer wurde 1920 als Sohn eines Oberregierungsrates geboren. Nach dem Abitur 1938 am Humanistischen Gymnasium in Straubing leistete er Reichsarbeitsdienst und ab 9. November 1938 Wehrdienst. Im Anschluss wurde er zum Kriegsdienst herangezogen. Ab 1941 studierte er – während eines Lazarettaufenthalts – Rechtswissenschaften an der Rheinischen Friedrich-Wilhelms-Universität Bonn, musste allerdings 1942 erneut in den Krieg. Am Ende des Zweiten Weltkrieges geriet er in jugoslawische Kriegsgefangenschaft und verbrachte diese im Lager Werschetz (Vršac); Im Februar 1949 wurde er aus der Gefangenschaft entlassen.
Ab dem Sommersemester 1949 setzte er sein Studium an der Ludwig-Maximilians-Universität München fort und legte dort 1950 das erste juristische Staatsexamen mit Prädikat ab. 1951 wurde er mit der Dissertation Die Stellung der zwischenstaatlichen Rechtsordnung im modernen Verfassungsrecht zum Dr. jur. (magna cum laude) promoviert. Danach ging er 1950 in den Vorbereitungsdienst bei der Regierung der Oberpfalz (in Straubing und Regensburg) und legte in dieser Zeit (1951) die zweite juristische Staatsprüfung ab. Ab 1. Januar 1954 war er Regierungsrat im Bayerischen Staatsministerium des Innern in München. 1958 wurde er Oberregierungsrat.
Noch im selben Jahr erhielt er einen Lehrauftrag für bayerisches Verwaltungsrecht an der Julius-Maximilians-Universität Würzburg und im Juni 1958 habilitierte er mit der Arbeit Die Eigenständigkeit des bayerischen Verwaltungsrechts, dargestellt an Bayerns Polizeirecht. Die Schrift wurde begutachtet von Friedrich August Freiherr von der Heydte, Hermann Nottarp und Günther Küchenhoff. Mayer wurde schließlich Privatdozent. 1961 erhielt er eine ordentliche Professur für Öffentliches Recht an der Deutschen Hochschule für Verwaltungswissenschaften Speyer. Zum 1. Juni 1965 wurde er als ordentlicher Professor an die neu gegründete Universität Regensburg berufen, wo er Öffentliches Recht, insbesondere Deutsches und Bayerisches Staats- und Verwaltungsrecht sowie Verwaltungslehre lehrte. Am 9. Juni 1965 erfolgte seine Wahl zum Rektor der Universität Regensburg und er übernahm die Amtsgeschäfte des Gründungsrektors Götz Freiherr von Pölnitz. Mayers Amtszeit endete am 30. September 1968. Seit November 1963 wirkte er als Richter im Nebenamt am Bayerischen Verwaltungsgerichtshof in München.
Auf seine Initiative hin wurde 1968 das Osteuropa-Instituts Regensburg gegründet, welches sich 1984 zum Osteuropa-Institut Regensburg-Passau erweiterte. Er war erster Vorsitzender der Förderergesellschaft, Mitherausgeber der Zeitschrift des Instituts für den Donauraum und Mitteleuropa Der Donauraum, Mitglied des Südosteuropa-Arbeitskreises der Deutschen Forschungsgemeinschaft und Mitglied im wissenschaftlichen Beirat der Südosteuropa-Gesellschaft in München.
Mayer engagierte sich für zahlreiche Sozialprojekte im Heiligen Land. 1975 wurde er vom Kardinal-Großmeister Maximilien Kardinal de Fuerstenberg zum Ritter des Ritterordens vom Heiligen Grab zu Jerusalem ernannt und am 2. Mai 1975 im Regensburger Dom durch Lorenz Kardinal Jaeger, Großprior der deutschen Statthalterei, in den Orden investiert. 
Er war ab 1959 mit der Rechtsanwältin Elfriede Edenhofer verheiratet, mit der er zwei Kinder hatte. 1962 zog er von Ottobrunn nach Speyer um.
Nach seinem Tod wurde in Regensburg eine Straße (Franz-Mayer-Straße) nach ihm benannt.

## Auszeichnungen
- 1969: Bayerischer Verdienstorden

## Schriften (Auswahl)
- Die Eigenständigkeit des bayerischen Verwaltungsrechts, dargestellt an Bayerns Polizeirecht. Boorberg, München 1958.
- Bayerisches Polizei- und Sicherheitsrecht. Boorberg, München 1959.
- Das Opportunitätsprinzip in der Verwaltung (= Schriftenreihe der Hochschule Speyer. Bd. 14). Duncker & Humblot, Berlin 1963.
- (Hrsg.): Staat und Gesellschaft. Festgabe für Günther Küchenhoff zum 60. Geburtstag am 21. August 1967. Schwartz, Göttingen 1967.
- mit Carl Hermann Ule (Hrsg.): Staats- und Verwaltungsrecht in Rheinland-Pfalz. Boorberg, Stuttgart 1969.
- Allgemeines Verwaltungsrecht. Eine Einführung. Boorberg, Stuttgart u. a. 1970, ISBN 3-415-00014-1. (5. Auflage 1985)
- mit Johann Mang, Theodor Maunz, Klaus Obermayer: Staats- und Verwaltungsrecht in Bayern. 4. Auflage, Boorberg, München 1975, ISBN 3-415-00376-0.
- mit Heinrich Kipp, Armin Steinkamm (Hrsg.): Um Recht und Freiheit. Festschrift für Friedrich August von der Heydte zur Vollendung des 70. Lebensjahres dargebracht von Freunden, Schülern und Kollegen. 2 Bände. Duncker & Humblot, Berlin 1977, ISBN 3-428-03862-2.